# Sulawesi-Hirscheber
Der Sulawesi-Hirscheber (Babyrousa celebensis) ist eine Art der Hirscheber (Gattung Babyrousa). Sein natürliches Verbreitungsgebiet ist auf die Insel Sulawesi sowie einige vorgelagerte Inseln beschränkt. Dennoch stellt er die häufigste und am weitesten verbreitete Art der Hirscheber dar. Sein Bestand gilt als gefährdet.

## Merkmale

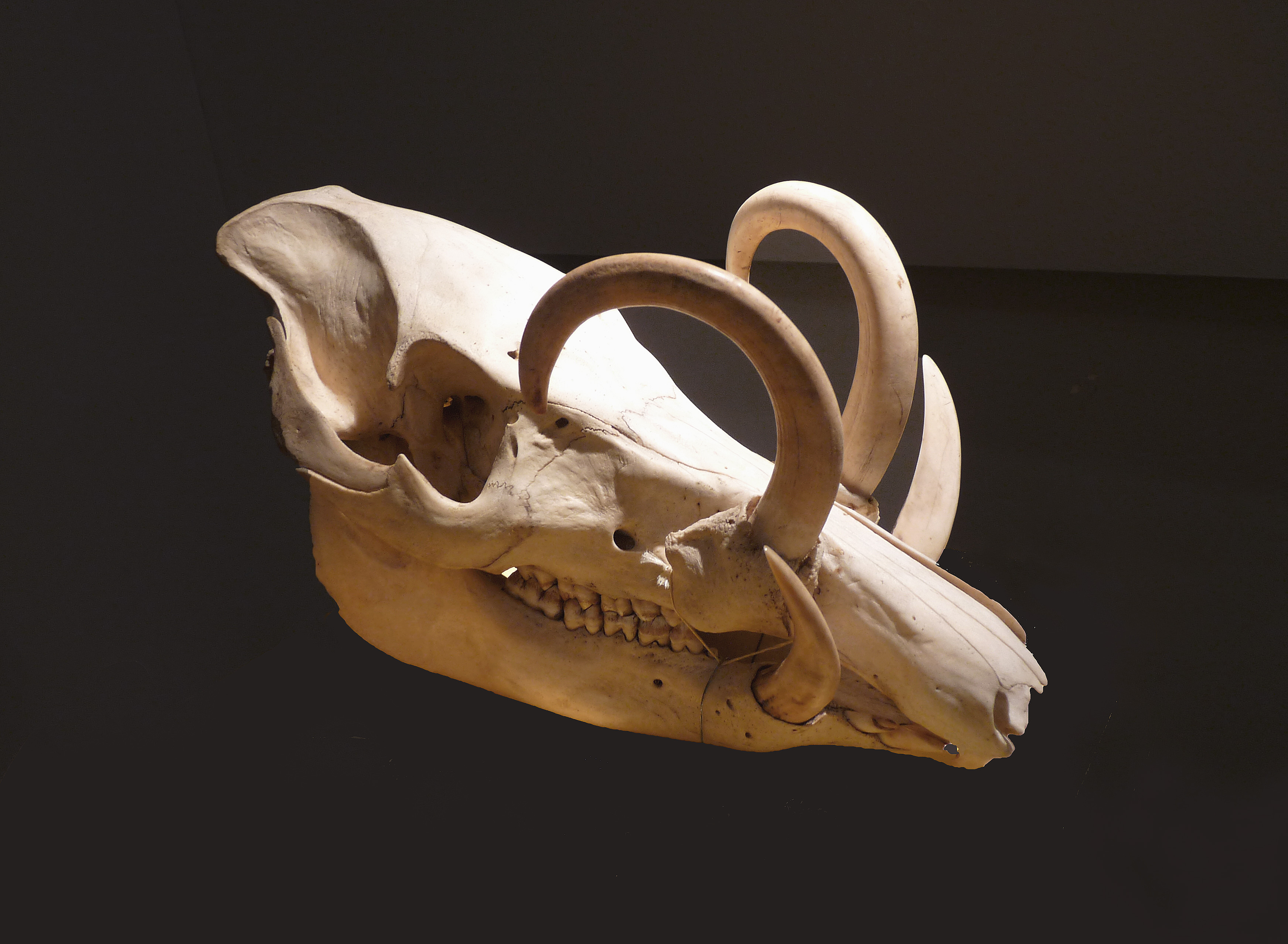
Schädel eines Hirschebers

Der Sulawesi-Hirscheber ist spärlicher behaart als der Molukken-Hirscheber und besitzt im Gegensatz zum Togian-Hirscheber einen nur sehr spärlich behaarten Schwanz. Die Oberkiefer-Eckzähne, die wie bei allen Hirschebern das Schnauzendach durchstoßen, sind relativ lang und bogenförmig in Richtung Augen gebogen. Im Gegensatz zum Molukken-Hirscheber kreuzen sich die unteren und oberen Eckzähne bei seitlicher Betrachtung in der Regel nicht. Die Kopfrumpflänge beträgt 85–110 cm, die Schwanzlänge 20–32 cm und die Schulterhöhe 65–80 cm. Das Körpergewicht liegt bei bis zu 100 kg. Die oberen Backenzähne M2 und M3 sowie die unteren Backenzähne M1 und M3 sind länger als bei anderen Hirscheber-Arten. Wie bei anderen Hirschebern fehlt das Rüsselbein, das den anderen Schweinen das Graben mit der Schnauze im Boden erleichtert.

## Verbreitung und Lebensraum

Verbreitungsgebiet des Sulawesi-Hirschebers

Der Sulawesi-Hirscheber bewohnt die Insel Sulawesi. Darüber hinaus war er einst auf den vorgelagerten Inseln Muna, Buton und Lembeh verbreitet, wo er heute vermutlich ausgestorben ist. Der Sulawesi-Hirscheber bewohnt tropische Regenwälder. Dabei wurde ursprünglich berichtet, dass er die tiefergelegenen, küstennahen Bereiche bevorzugt. Mittlerweile scheinen die Tiere ihren Verbreitungsschwerpunkt in den Zentralteilen der Insel zu haben. Diese Entwicklung wird möglicherweise durch das Zurückdrängen der Art in abgelegene Bereiche durch den Menschen verursacht. Generell scheinen diese Hirscheber eine Vorliebe für Gewässer zu besitzen. Salzlecken werden gerne aufsucht.

## Lebensweise

### Nahrung
Die Ernährung in freier Wildbahn ist wenig erforscht. Beobachtungen in Gefangenschaft und der Bau des Magens zeigen, dass die Tiere typische Allesfresser sind. So wurde in Zoologischen Gärten mehrfach beobachtet, dass sie Kleintiere im Gehege erbeuteten und fraßen. Wichtige Nahrungskomponenten scheinen vor allem Wurzeln und Früchte zu sein. Mit ihren starken Kiefern sind sie in der Lage, auch harte Nussschalen aufzubrechen.

### Fortpflanzung

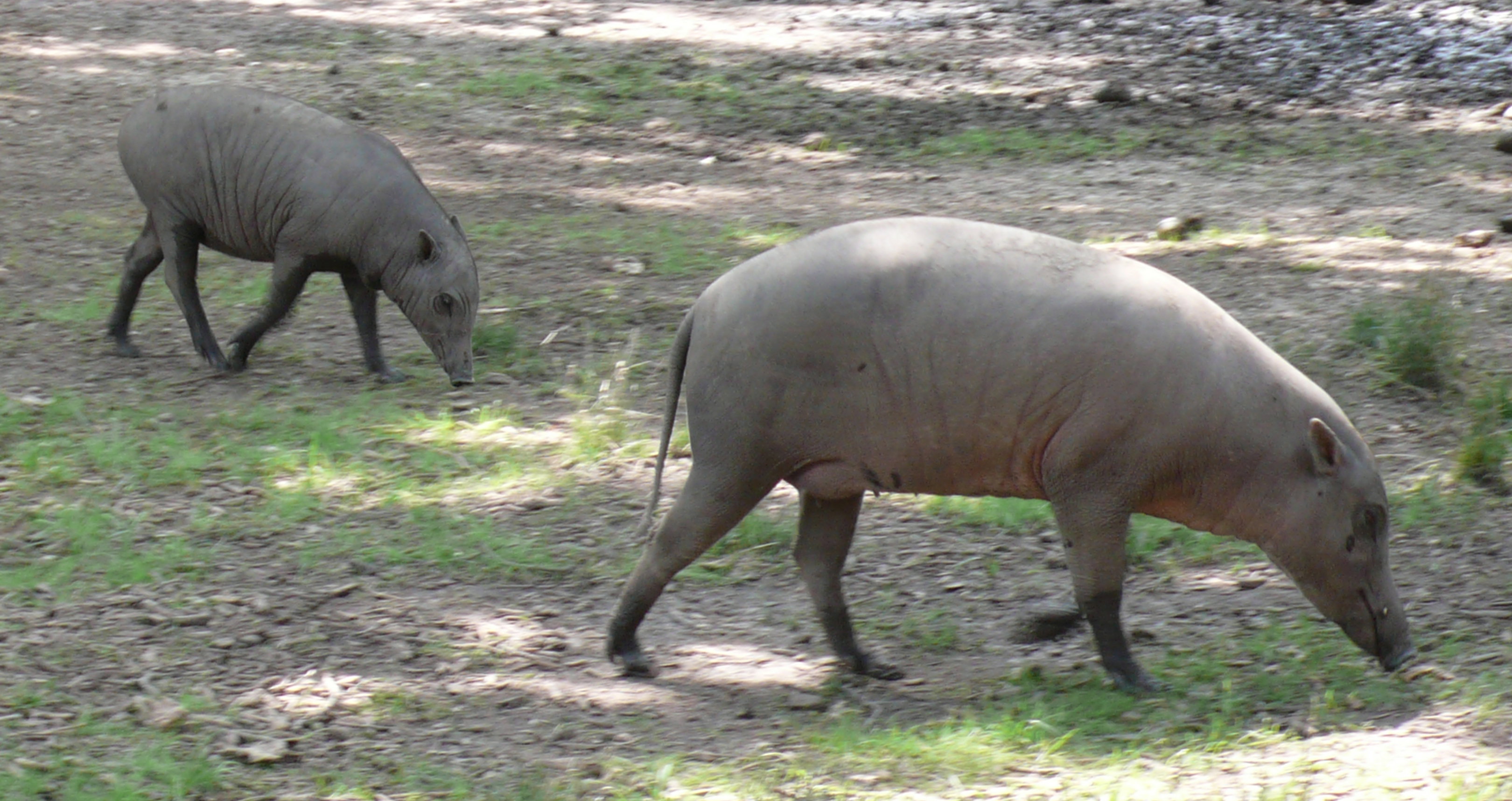
Weibchen mit Jungtier

In Gefangenschaft werden die Tiere mit etwa 5–10 Monaten geschlechtsreif. Der Sexualzyklus dauert insgesamt 30–40 Tage, wobei der Östrus, die Zeit, in der das weibliche Tier empfängnisbereit ist, nur jeweils 2–3 Tage andauert. Die Tragzeit liegt in der Regel bei 155–158 Tagen, obwohl auch Tragzeiten von bis zu 171 Tagen dokumentiert sind. Ein Wurf besteht meist aus ein bis zwei, seltener drei Jungen. Diese sind bei der Geburt sehr klein und wiegen lediglich 800 g. Die Weibchen haben in der Regel zwei Paar Zitzen, selten ist ein drittes Paar bezeugt. In Gefangenschaft erreichen die Tiere ein Alter von bis zu 24 Jahren, wobei als unwahrscheinlich gilt, dass sie in freier Wildbahn älter als 7–12 werden. Anscheinend werden die langen Hauer nicht in den Rangkämpfen eingesetzt. Vielmehr schieben konkurrierende Männchen einander umher, bis sie sich gegenseitig auf die Hinterbeine aufrichten und dabei versuchen, die Schnauzen oben zu behalten.

### Aktivität und Sozialverhalten
Nach Beobachtungen von Hirschebern in Gefangenschaft und freier Wildbahn wird davon ausgegangen, dass die Tiere in erster Linie tagaktiv sind. Mit dem Sonnenaufgang wachen die Tiere auf und beginnen den Tag mit einer Morgentoilette. Danach ziehen sie auf der Suche nach Futter umher. Im späteren Teil des Tages nehmen andere Tätigkeiten, wie Suhlen oder Ruhen, einen größeren Teil der Zeit in Anspruch. Für die Nacht bauen sich die Tiere kuhlenartige Nester mit Blättern und Ästen. In Zoos wurden auch gemeinschaftlich genutzte Nester beobachtet. Die Tiere sind recht sozial und bilden Gruppen von bis zu 13 Tieren. Gelegentlich wurden an Salzlecken oder anderen Anziehungspunkten auch Ansammlungen von bis zu 46 Tieren beobachtet. Einzeltiere sind meist alte Männchen. Die Weibchen sind meist in Begleitung ihrer Jungen, oft befinden sich auch Männchen in ihrer Nähe. Es wird vermutet, dass die ausgewachsenen Männchen Territorien verteidigen, die sich jeweils mit denen mehrerer Weibchen überlappen. Die Populationsdichte kann recht hoch sein, gebietsweise leben 4–11 Tiere auf einem Quadratkilometer. Allerdings wurden auch erheblich geringere Populationsdichten von 0,7–4 Tieren pro Quadratkilometer ermittelt. Hirscheber gelten als gute Schwimmer. Ein Tier wurde 500 m von der Küste entfernt in einem See schwimmend beobachtet.

### Natürliche Feinde
Da es auf Sulawesi keine großen Landraubtiere gibt, kennt der Hirscheber nur wenige natürliche Feinde. Allenfalls große Krokodile und zum Teil auch Riesenschlangen werden ihm gefährlich.

## Systematik
Bis vor kurzem wurden alle Hirscheber der Babyrousa bayrussa zugeschrieben. Heute gelten die Hirscheber der Molukken und die der Togian-Inseln jeweils als unabhängige Arten. Dadurch, dass der wissenschaftliche Name B. babyrussa dem Molukken-Hirscheber zustand, erhielt der Sulawesi-Hirscheber den Namen B. celebensis. Auch die nur subfossil bekannte Population des südwestlichen Arms der Insel Sulawesi wird als eigenständige Art aufgefasst. Alle übrigen Hirscheber Sulawesis werden heute dem Sulawesi-Hirscheber zugerechnet. Allerdings ist diese Einteilung nicht durch genetische Befunde abgesichert. Insbesondere bleibt abzuwarten, ob die Tiere des Zentralteils und der östlichen Teile Sulawesis ebenfalls zu B. celebensis zu rechnen sind oder ob dies ausschließlich für die Populationen im Norden der Insel gilt.

## Bedrohung und Schutz
Der Sulawesi-Hirscheber ist die häufigste und am weitesten verbreitete Art der Hirscheber. Er wird von der IUCN als gefährdet (Vulnerable) eingestuft. Der Bestand wird insgesamt auf weniger als 10 000 Tiere geschätzt, mit abnehmenden Trend (Stand 2016). Insbesondere im Norden und im Zentralteil der Insel sind die Bestände durch heftige Nachstellungen stark zusammengeschmolzen. Vor allem die christlichen Gemeinden im Norden der Insel sind im Gegensatz zu den moslemischen Bewohnern der Insel bereitwillige Abnehmer des Fleisches. Aus dem äußersten Nordwesten Sulawesis ist die Art mittlerweile offenbar ganz verschwunden. Die Verbreitungsostgrenze liegt hier im Bereich des Bogani Nani Wartabone-Nationalparks, des Nantu-Wildschutzgebietes sowie des Panua-Naturschutzgebietes, die alle in der Westhälfte der nördlichen Halbinsel liegen. Im Zentralteil sowie im Osten und Südosten kommt die Art noch vor, allerdings fehlen genaue Angaben zur Bestandssituation. In diesen Bereichen sind vor allem Lebensraumzerstörungen eine große Bedrohung. Im Bereich des Lore Lindu-Nationalparks scheint die Art inzwischen selten zu sein, während sie nördlich von Palu offenbar noch in größeren Beständen vorkommt. Auf den Inseln Muna, Buton und möglicherweise auch auf Lembeh dürfte die Art inzwischen ausgestorben zu sein.
Der eine Grund für die kritische Bestandssituation ist die Jagd, vor allem durch Schlingenfallen. Die Tiere werden wegen ihres Fleisches für die christlichen Märkte der Insel gejagt, es werden aber auch teilweise Zähne an balinesische Händler für die Herstellung von Masken verkauft. Allerdings landen Sulawesi-Hirscheber als „Beifang“ ebenfalls in den Schlingfallen muslimischer Jäger, die Anoas jagen. Die Hirscheber werden in der Regel getötet und die Kadaver im Wald zurückgelassen. Durch die geringe Reproduktionsrate wirkt sich die Bejagung dramatischer auf die Population aus als zum Beispiel beim Sulawesi-Pustelschwein.
Der zweite Bedrohung der Art stellt der Lebensraumverlust durch Abholzung für Holzgewinn, Landwirtschaft oder andere Landnutzungen dar. Bei Holzeinschlag gehört der Hirscheber zu den ersten Arten, die aus dem betroffenen Gebiet verschwinden. Auch die Nationalparks und Schutzgebiete bieten in der Praxis nicht überall geeignete Habitate.
Auf dem Papier ist der Hirscheber in Indonesien seit 1931 geschützt, was die beschriebenen Entwicklungen nicht verhindern konnte. Zum Erhalt der Art wird neben Schutzgebieten auf Aufklärung der Bevölkerung zum Eindämmen der Wilderei und auf eine stabile Zoopopulation gesetzt.

## Zoopopulation

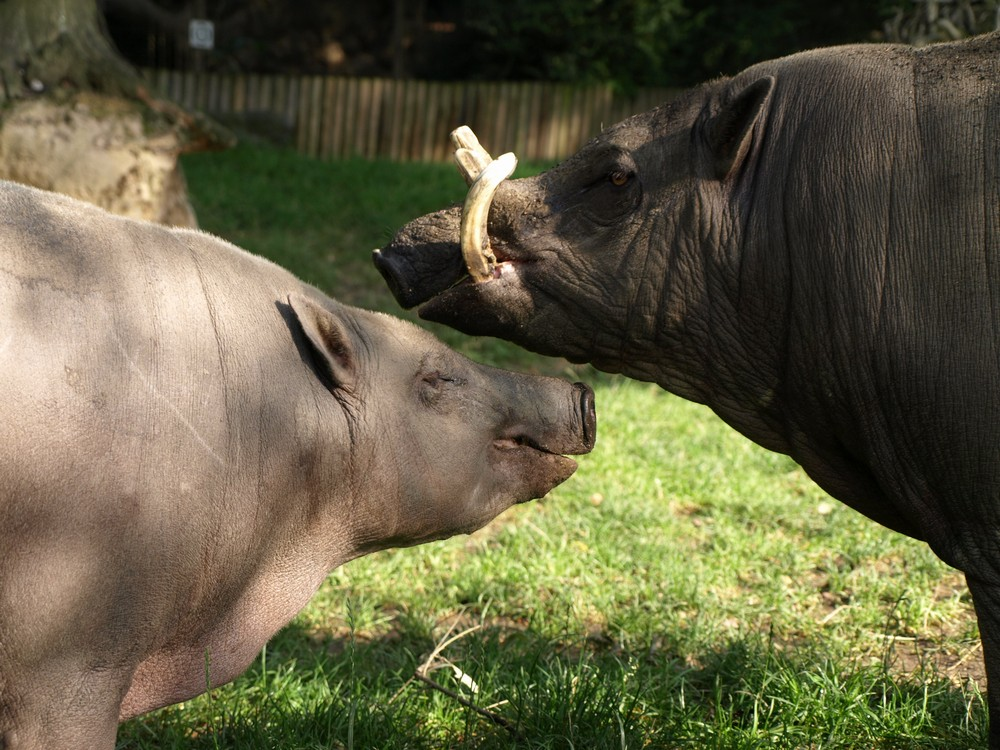
Sulawesi-Hirscheber im Zoo von Děčín

In verschiedenen Zoologischen Gärten wird der Hirscheber erfolgreich gezüchtet. Die Tiere, die in westlichen Zoos gehalten werden, dürften aus dem Norden Sulawesis stammen und sind somit höchstwahrscheinlich dem Sulawesi-Hirscheber zuzuordnen. Allerdings wird ihre genetische Variabilität als relativ niedrig eingeschätzt, da alle der rund 200 Tiere, die heute in Gefangenschaft leben, auf ein Männchen und zwei Weibchen zurückgehen dürften, die 1972 in den Surabaya-Zoo auf Java verbracht wurden und sich vermehrten.

## Belege
1. 1 2 3 4 5 6 7 8  E. Meijaard, J. P. d’Huart, W. L. R. Oliver: Babirusa. (Babyrousa) In: D. E. Wilson, R. A. Mittermeier (Hrsg.): Handbook of the Mammals of the World. Vol. 2: Hoofed Mammals. 2011, ISBN 978-84-96553-77-4, S. 274–276.
2. 1 2 3 4  Babyrousa togeanensis in der Roten Liste gefährdeter Arten der IUCN 2011.2. Eingestellt von: A. A. Macdonald, J. Burton, K. Leus, 2008. Abgerufen am 4. November 2012.
3. 1 2  Alastair A. Macdonald: Sulawesi Babirusa Babyrousa celebensis (Deninger, 1909). In: Ecology, Conservation and Management of Wild Pigs and Peccaries. Cambridge University Press, ISBN 978-1-316-94123-2, S. 59–69, doi:10.1017/9781316941232.008.
4. ↑  James Burton (IUCN SSC Asian Wild Cattle Specialist Group), Kristin Leus (IUCN SSC Wild Pig Specialist Group), Alastair Macdonald, Ikeu Sri Rejeki: IUCN Red List of Threatened Species: Sulawesi Babirusa. 26. Februar 2016, abgerufen am 27. Mai 2020.
5. ↑  Sharron Ogle: Techniques to assist conservation breeding of the babirusa (Babyrousa celebensis). PhD-Thesis, supervised by Alastair Macdonald. The University of Edinburgh, 2010. online